# داني س. ريفيس
داني س. ريفيس (بالإنجليزية: Danny C. Reeves)‏ هو محامي وقاضي أمريكي، ولد في 1957 في كوربن في الولايات المتحدة.